# گویش‌های تاتی‌گونه
گویش‌های تاتی‌گونه یا گویش‌های تاتُید (Tatoid) گویش‌هایی از زبان تاتی می‌باشند که تحت تأثیر زبان‌های کاسپین و زبان فارسی قرار دارند و شامل گویش طالقانی، گویش الموتی و گویش رودباری می‌شود و در شهرستان طالقان، الموت و رودبار گویش می‌شود.

### تقسیم‌بندی
از نظر دانلد استیلو گویش‌ رودباری دسته‌بندی جدیدی را با عنوان تاتی مانندها «tatoid» تشکیل می‌دهند. گویش‌های تاتی مانند در اصل زبان تاتی بودند که به دلیل تأثیرات شدید زبان‌های کاسپین و زبان فارسی تمام ویژگی‌های زبان تاتی را از دست داده‌اند.
استیلو زبان‌های تاتی مانند را به سه دسته تقسیم نموده‌است:
1. الموت.
2. گویش گازرخان و گوران.
3. گویش رودبار: جمشید آباد، رستم‌آباد، شهران، توتکابن، جوبن، رودبار و لاکه.

به اعتقاد حبیب برجیان گویش‌های تاتی گونه مرز انتقال زبان‌های کاسپین، تاتی و فارسی می‌باشد و در ساختار با گویش‌های فارسی-مازندرانی همچون تجریشی و لواسانی متفاوت است و بسیاری از ویژگی‌های نحوی آن به زبان تاتی قزوین شباهت دارد.
مردمان تات زبان رودبار در دو منطقه عمارلو و خورگام زندگی می‌کنند. مرکز بخش عمارلو جیرنده است و علاوه بر آن روستاهای انبوه، کلیشم، خرم‌کوه، ویه، ناوه، لایه، نوده فاراب، یکنم، ایینه‌ده، پاکده، داماش، بیورزین، پارودبار، اسکابن، کرماک به زبان تاتی تکلم می‌کنند. در بخش خورگام مرکز بخش یعنی بره‌سر و روستاهای ناش، اسطلخ‌کوه، چیچال، لیاول علیا، چلوانسرا، قوشه لانه، سه پستانک، گرزنه چاک، کشکش به زبان تاتی تکلم می‌کنند.

## دستور زبان تاتی طالقانی

### ضمایر
در گویش تاتی طالقانی ضمیر سه حالت دارد: فاعلی، مفعولی و ملکی.
| ضمیر                | ۱ مفرد | ۲ مفرد | ۳ مفرد | ۱ جمع | ۲ جمع  | ۳ جمع  |
| ------------------- | ------ | ------ | ------ | ----- | ------ | ------ |
| فاعلی، تاتی طالقان  | mon    | tu     | u      | mâ    | šomâ   | ušân   |
| مفعولی، تاتی طالقان | monâ   | torâ   | urâ    | mârâ  | šomarâ | ušânrâ |
| ملکی، تاتی طالقان   | om     | ot     | oš     | mân   | tân    | šân    |

### شناسه
در گویش تاتی طالقانی شناسه به صورت زیر می‌باشد:
| گذشته                                   | ۱ مفرد | ۲ مفرد | ۳ مفرد | ۱ جمع | ۲ جمع | ۳ جمع |
| --------------------------------------- | ------ | ------ | ------ | ----- | ----- | ----- |
| شناسه پس از همخوان (صامت)               | am     | i      | ∅      | im    | in    | an    |
| شناسه پس از واکه (حرف صدادار) فعل حال   | m      | y      | a      | ym    | yn    | n     |
| شناسه پس از واکه (حرف صدادار) فعل گذشته | m      | y      | ∅      | ym    | yn    | n     |
| شناسه پس از واکه (ی)                    | am     | ey     | ∅      | eym   | eyn   | an    |

### صرف فعل
در جدول زیر فعل آمدن (biamiyan) بر اساس تاتی طالقانی در زمان‌های مختلف صرف می‌شود.
| زمان/شخص           | ۱ مفرد           | ۲ مفرد         | ۳ مفرد       | ۱ جمع              | ۲ جمع              | ۳ جمع            |
| ------------------ | ---------------- | -------------- | ------------ | ------------------ | ------------------ | ---------------- |
| حال التزامی        | biyâm            | biyey          | biyâ         | biyeym             | biyeyn             | biyân            |
| حال ساده           | miyâm            | miyey          | miyâ         | miyeym             | miyeyn             | miyân            |
| حال در حال انجام   | darom-miyâm      | dari-miyey     | dare-miyâ    | darim-miyeym       | darin-miyeyn       | daron-miyân      |
| گذشته ساده         | biyamiam         | biyamiey       | biyamia      | biyamieym          | biyamieyn          | biyamian         |
| گذشته استمراری     | miyamiam         | miyamiey       | miyamia      | miyamieym          | miyamieyn          | miyamian         |
| گذشته در حال انجام | dabiyam-miyamiam | dabiy-miyamiey | daba-miyamia | dabiyeym-miyamieym | dabiyeym-miyamieyn | dabiyan-miyamian |
| گذشته کامل         | biyame biyam     | biyame bi      | biyame ba    | biyame beym        | biyame beyn        | biyame biyan     |
| آینده              | mixâm biyâm      | mixây biyey    | mixâ biyâ    | mixâym biyeym      | mixâyn biyeyn      | mixân biyân      |

## دستور زبان تاتی الموتی

### ضمایر
در گویش الموتی ضمیر سه حالت دارد: فاعلی، مفعولی و ملکی.
| ضمیر           | ۱ مفرد | ۲ مفرد | ۳ مفرد | ۱ جمع | ۲ جمع   | ۳ جمع         |
| -------------- | ------ | ------ | ------ | ----- | ------- | ------------- |
| فاعلی، الموتی  | men    | tu     | u      | mâ    | šomâ    | ošân/ušân     |
| مفعولی، الموتی | mene   | tore   | ure    | mâre  | šomâre  | ošâne         |
| ملکی، الموتی   | mini   | tiyey  | uyey   | mâyey | šomâyey | ošâney/ušâney |

### شناسه
در زبان فارسی دو دسته شناسه داریم: گذشته و حال. اما در گویش الموتی سه دسته شناسه داریم: گذشته، گذشته نقلی و حال. (نمونه زیر بر اساس گویش الموت تنظیم شده‌است)
| شناسه                      | ۱ مفرد   | ۲ مفرد   | ۳ مفرد | ۱ جمع       | ۲ جمع       | ۳ جمع       |
| -------------------------- | -------- | -------- | ------ | ----------- | ----------- | ----------- |
| شناسه ماضی مطلق و استمراری | om/yam/m | i/yey/yi | a/u/∅  | im/yeym/yim | in/yeyn/yin | en/on/yan/n |
| شناسه ماضی نقلی            | yama     | yeya     | ya     | yeyma       | yeyna       | yana        |
| شناسه مضارع                | om/am/m  | i/y/ey   | a/d/∅  | im/ym/eym   | in/yn/eyn   | en/an/n     |

### صرف فعل
در جدول زیر فعل گرفتن (beyten) بر اساس گویش الموتی در زمان‌های مختلف صرف می‌شود.(نمونه زیر براساس گویش الموت می‌باشد)
| زمان/شخص           | ۱ مفرد         | ۲ مفرد        | ۳ مفرد       | ۱ جمع           | ۲ جمع           | ۳ جمع          |
| ------------------ | -------------- | ------------- | ------------ | --------------- | --------------- | -------------- |
| گذشته ساده         | beytom         | beyti         | beyt         | beytim          | beytin          | beyten         |
| گذشته کامل         | beyte biyam    | beyte biyey   | beyte ba     | beyte biyeym    | beyte biyeyn    | beyte biyen    |
| گذشته التزامی      | beyte bom      | beyte bi      | beyte bu     | beyte bim       | beyte bin       | beyte bon      |
| گذشته استمراری     | mitom          | miti          | mit          | mitim           | mitin           | miten          |
| گذشته در حال انجام | dabiyam beyrom | dabiyey beyri | dabiya beyra | dabiyeym beyrim | dabiyeyn beyrin | dabiyan beyren |
| گذشته نقلی         | beytiyama      | beytiyeya     | beytiya      | beytiyeyma      | beytiyeyna      | beytiyana      |
| حال ساده/آینده     | mirom          | miri          | mira         | mirim           | mirin           | miren          |
| حال در حال انجام   | darom beyrom   | dari beyri    | dara beyra   | darim beyrim    | darin beyrin    | daren beyren   |
| حال التزامی        | beyrom         | beyri         | beyra        | beyrim          | beyrin          | beyren         |
| آینده              | mexâm beyrom   | mexây beyri   | mexâ beyra   | mexâym beyrim   | mexâyn beyrin   | mexân beyren   |